# Aleksandr Petrovich Demyanov
Aleksandr Petrovich Demyanov (tiếng Nga: Александр Петрович Демьянов, 1910-1978) là một điệp viên của Liên Xô có bí danh là "Heine". Ông được biết đến với vai trò quan trọng trong nhiều chiến dịch tình báo của quân đội Liên Xô trong chiến tranh Xô-Đức, đặc biệt là trong Chiến dịch Sao Hỏa.

## Tiểu sử
Aleksandr Petrovich Demyanov xuất thân từ một gia đình quý tộc thời đế quốc Nga. Cha ông là một sĩ quan Kozak có địa vị cao trong xã hội, từng tham gia Chiến tranh thế giới thứ nhất và tử trận vào năm 1915. Mẹ ông cũng là một quý tộc, từng theo học trường nữ sinh Bestuzhev danh giá và là một phụ nữ có tên tuổi trong giới thượng lưu ở Petrograd thời đó.
Thời niên thiếu của Demyanov trải qua những năm tháng kinh hoàng của cuộc Nội chiến Nga đẫm máu. Sau khi chiến tranh kết thúc, vào giữa thập niên 1920 Demyanov cùng với mẹ trở về Petrograd (lúc này đã đổi tên là Leningrad sinh sống. Tại đây ông làm nghề thợ điện và theo học tại Học viên Bách khoa nhưng sau đó bị đuổi học với lý do là "thành phần xa lạ đối với xã hội". Đến năm 1929 ông bị bắt giữ vì tội tàng trữ vũ khí trái phép và tội tuyên truyền chống Nhà nước Xô Viết - tuy nhiên thật ra vụ việc này đã được sắp đặt. Vào năm đó, Demyanov được Cục Bảo vệ chính trị nhà nước (Объединённое государственное политическое управление - OGPU) tuyển mộ làm nhân viên không chính thức của cơ quan này.
Đầu thập niên 1930, Demyanov được thuyên chuyển về thủ đô Moskva và hoạt động dưới vỏ bọc một kỹ sư tại "Glavkinoprokate", một xưởng sản xuất phim nghệ thuật. Theo chỉ thị của cấp trên, Demyanov đã thiết lập mối quan hệ sâu rộng với các nhà báo, nhà ngoại giao và các văn nghệ sĩ trong nước lẫn nước ngoài. Không lâu sau đó, như dự kiến, ông trở thành một "mục tiêu" của cơ quan tình báo Đức Quốc xã.
Khi Chiến tranh Xô-Đức (1941-45) bùng nổ, người đứng đầu cơ quan bảo vệ nội bộ của NKVD là Sudoplatov và Gorlinsky đã yêu cầu L. P. Berya cho phép sử dụng Demyanov vào "Chiến dịch Tu viện" - một "trò chơi điện đài" của cơ quan tình báo Xô Viết với mục đích nhằm "xỏ mũi" Abwehr - cơ quan tình báo Đức Quốc xã. Yêu cầu này được Berya đồng ý. Tháng 12 năm 1941, NKVD đã đưa Demyanov sang khu vực tiền tuyến gần Mozhaisk, và đã bố trí một cuộc đào tẩu "như thật" cho ông sang phía quân Đức ở Smolensk với vỏ bọc là một người Nga căm ghét chế độ Liên Xô và ủng hộ Đức Quốc xã. Sau hơn một tháng thẩm vấn, không phát hiện thấy điều gì nghi ngại. Abwer quyết định "đánh" Demyanov ngược trở lại Liên Xô. Và từ đó bắt đầu "Chiến dịch Tu viện". Trong chiến dịch này, Demyanov đã liên tục tuồn các tin tức nửa thật nửa giả mà phía Liên Xô cố tình cung cấp cho Đức Quốc xã, trong đó có việc cố tình để lộ thông tin về Chiến dịch Sao Hỏa (tháng 11-12 năm 1942) để đảm bảo bí mật và sự thành công của Chiến dịch Sao Thiên Vương diễn ra cùng thời gian. Đồng thời trong thời gian này, hoạt động của Demyanov cũng giúp cơ quan tình báo Liên Xô tóm gọn hơn 20 điệp viên Đức.
Từ tháng 8 năm 1944 đến tháng 5 năm 1945, Demyanov tiếp tục tham gia vào một chiến dịch phản gián khác mang tên "Berezino". Sau khi chiến tranh kết thúc, cơ quan tình báo Liên Xô đã dự định gài Demyanov vào hoạt động tại Paris, tuy nhiên cộng đồng những người Nga ủng hộ Bạch Vệ không có cảm tình với ông; vì vậy Demyanov cùng vợ và cũng là người đồng chí của mình, bà Tachiana Berezantsova, trở về Moskva. A. P. Demyanov qua đời tại thủ đô của Liên Xô vào năm 1970, hưởng thọ 68 tuổi.